# Luxolo Adams
Luxolo Adams (* 1. August 1996 in Burgersdorp) ist ein südafrikanischer Sprinter, der sich auf den 200-Meter-Lauf spezialisiert hat.

## Sportliche Laufbahn
Erste Erfahrungen bei internationalen Meisterschaften sammelte Luxolo Adams bei den Afrikameisterschaften 2018 in Asaba, bei denen er in 20,60 s die Bronzemedaille im 200-Meter-Lauf hinter seinem Landsmann Ncincihli Titi und Divine Oduduru aus Nigeria gewann. 2022 wurde er beim Meeting International Mohammed VI d’Athlétisme de Rabat in 20,35 s über 200 Meter und anschließend siegte er in 19,85 s beim Meeting de Paris. Daraufhin erreichte er bei den Weltmeisterschaften in Eugene das Finale und klassierte sich dort mit 20,47 s auf dem achten Platz. Im Jahr darauf siegte er in 20,22 s beim Ostrava Golden Spike sowie in 20,22 s auch beim Meeting Madrid, ehe er bei den Weltmeisterschaften in Budapest mit 20,44 s im Halbfinale ausschied.
2018 wurde Adams südafrikanischer Meister im 200-Meter-Lauf.

## Persönliche Bestzeiten
- 100 Meter: 10,13 s (+1,0 m/s), 2. Juli 2022 in Tomblaine
- 200 Meter: 19,82 s (+0,6 m/s), 18. Juni 2022 in Paris